# Buona ventura (Caravaggio Roma)
Buona ventura è un dipinto a olio su tela (115 × 150 cm) realizzato tra il 1593 ed il 1594 dal Caravaggio.
È conservato nella Pinacoteca Capitolina di Roma. Un'altra versione di questo dipinto è al Louvre.

## Storia
La Buona ventura venne dipinto presumibilmente quando Caravaggio frequentava la bottega del Cavalier d'Arpino, a Roma, cioè fra il 1593 e 1594; infatti, la radiografia del 1977 ha mostrato, sotto lo strato della pittura un dipinto del Cavalier d'Arpino per la chiesa di S. Maria in Vallicella, L'incoronazione della Vergine (la tela venne poi ricoperta per poterci dipingere di nuovo). Il primo acquirente fu il cardinale Francesco Maria del Monte che in seguito, quando Caravaggio lasciò il Cavaliere, lo ospitò e lo fece lavorare nel suo palazzo Madama. Il dipinto risulta infatti, insieme al S. Giovannino capitolino, presente negli inventari del Cardinale. Gli eredi del Monte lo vendettero a Pio Savoia nella cui collezione si trovava quando, nel 1750, su indicazione di papa Benedetto XIV che voleva acquistare quadri per i Musei Capitolini, venne fatto stimare dal cardinale Silvio Valenti Gonzaga. Il dipinto risultava presente nelle collezioni capitoline nei due inventari ottocenteschi ed ancora oggi vi si trova insieme al S. Giovannino.

## Descrizione e stile
Il soggetto è una zingara che, mentre legge la mano al cavaliere, gli ruba l'anello che porta a un dito. L'indagine radiografica del 1985 mise in luce il dettaglio delle dita della zingara che sfilano l'anello all'ingenuo giovane ben vestito, che oggi nel dipinto, malgrado i restauri, non è ben visibile. La tradizione vuole che Caravaggio avesse scelto per modella una vera zingara che vide passare davanti al suo studio e come riporta il Bellori" e condottala all'albergo la ritrasse in atto di predire l'avventure".
Si tratta di una scena di vita quotidiana, tipica nelle vie del centro di Roma: una graziosa zingarella, con il pretesto di leggere la mano a un ingenuo giovane di buona famiglia, catturando la sua attenzione col suo sguardo malizioso, gli sfila abilmente un anello dal dito.
La giovane gitana è graziosa e spregiudicata:
la camicetta ricamata e il turbante avvolto intorno alla testa le danno un'aria fresca e leggermente esotica. Il sorriso con cui attrae l'attenzione del ragazzotto è un gioiello di sottigliezza psicologica. Il volto grassoccio del ragazzo garbato rispecchia perfettamente la sua disarmante ingenuità: anche la piuma che spiove dal suo cappello, sembra accrescere la mollezza del carattere.
Il momento culminante della scena è il gesto del dito medio destro della zingarella:
mentre accarezza il palmo della mano del ragazzo, riesce a sfilargli abilmente l'anello.
Gli orli sporchi delle unghie sono un dettaglio che comparirà più volte nei personaggi popolari del Caravaggio. La scena del dipinto è una tipica " scena di genere", tuttavia vi sono buone probabilità che l'artista si sia rifatto anche ad una scena di teatro, di quelle della Commedia dell'Arte che venivano rappresentate nelle popolari "stanze della comedia" e che avevano largo successo: una scena dei Recuil Fossard, che riportano molte incisioni tratte dall'Arte. Oltre che" scena di genere", il dipinto può essere letto in chiave moralistica con riferimento alla Parabola del Figliol Prodigo (Lc. XV, 11-12 ) e dunque come un ammonimento nel non riporre fiducia nei falsi adulatori e in coloro che vogliono indurre al peccato. Il dipinto ebbe largo successo e fu imitato da molti caravaggeschi come Vouet, Manfredi, Louis Finson.